# Gondoriz (Arcos de Valdevez)
Gondoriz est l'une des plus vastes freguesia (village, quartier, paroisse) de la municipalité de Arcos de Valdevez (District de Viana do Castelo, Ancienne Province du Minho (province historique)), Région Nord du Portugal, et compte environ 1 000 habitants malgré le nombre important d'expatriés. 
On peut y admirer deux très belles églises où se déroulent chaque année de grandes fêtes populaires (Senhora da Guia et Senhora da Soledade). Gondoriz est situé non loin du Parc National da Peneda Gerés, aire naturelle protégée. De nombreuses plages fluviales longent le Rio Vez, l'une des rivières les moins polluées d'Europe. De nombreuses associations comme ARCAG, Rusga Santa Eulália et son groupe folklorique Estrela do Norte proposent de nombreuses animations tout au long de l'année et contribuent grâce à ses activités à perpétuer les nombreuses traditions typiques du Nord du Portugal.